# 笠間綱家
笠間 綱家（かさま つないえ、生年不詳 – 天正18年（1590年））は、戦国時代から安土桃山時代にかけての武将。笠間氏の当主。笠間幹綱の子。通称は孫三郎。
宇都宮氏の庶流の一族で、常陸国茨城郡笠間城を領していた。天正8年（1580年）、弟の笠間左近が宍戸氏と結んで謀叛を起こしたため、戦闘があったという記録がある。この内紛は天正16年（1588年）に笠間左近が討たれるまで続いた。
天正17年（1589年）には益子家宗を倒してその所領を手に入れるが、宇都宮氏や結城氏、佐竹氏と対立するようになり、白河義親、小野崎照通と通交して佐竹義宣の討伐を図っている。
従来の通説では、天正18年（1590年）、豊臣秀吉の小田原征伐が始まると後北条氏に与したため、戦後、宇都宮国綱によって討たれたとされてきたが、宇都宮国綱が豊臣秀吉に拝謁した際に従った重臣達の中に綱家の名前も含まれているため、笠間氏の後北条氏加担は事実ではない（国綱とともに秀吉に拝謁した佐竹義宣側の記録に記されている）。実際には宇都宮氏の家臣として位置づけられた笠間氏が、過去の宇都宮氏への敵対行為を口実として討たれたと考えられている。後任の城主には国綱側近の玉生高宗が任じられた。また、笠間氏の旧領の処分に関しては豊臣秀吉の重臣である増田長盛も関与しており、国綱が事前に豊臣政権の許可を得て綱家を討ったとみられている。
なお、綱家と幹綱は時代、事績に重なる部分が多く、同一人物との説もある。